# آرس-لاکنکسی
آرس-لاکُنِکسی (به فرانسوی: Ars-Laquenexy) یک کمون در فرانسه است که در Canton of Pange واقع شده‌است.

## خصوصیات
aآر-لاکنکسی ۶٫۲۵ کیلومترمربع مساحت و ۹۱۱ نفر جمعیت دارد و ۲۳۶ متر بالاتر از سطح دریا واقع شده‌است.